# Scinax elaeochraoa
Scinax elaeochraoa és una espècie de granota que es troba a Colòmbia, Costa Rica, Nicaragua i Panamà.